# Molstaberg
Molstaberg är en bebyggelse norr om Mölnbo i Vårdinge socken i Södertälje kommun. Sedan 2015 kategoriserar SCB området som en småort.
Här ligger Molstabergs säteri som under 2015 och 2018 utsattes för flera vargangrepp på sin fårbesättning.